# Drop (golf)
Il termine drop  indica, nel golf, l'azione del rimuovere una palla da una posizione non utile al proseguimento del gioco, che può essere un ostacolo oppure un terreno in riparazione. La palla deve essere successivamente fatta cadere liberamente dalle mani del giocatore ad una distanza che può essere, a seconda dei casi, di una o due lunghezze di un bastone preso dal proprio set. L'azione può provocare l'applicazione di una penalità se si rimuove la palla da un ostacolo d'acqua o di altra natura; non comporta nessuna penalità se la palla si trova in una zona definita terreno in riparazione.